# Corydalis mayae
Corydalis mayae är en vallmoväxtart som beskrevs av Hand.-mazz.. Corydalis mayae ingår i släktet nunneörter, och familjen vallmoväxter. Inga underarter finns listade i Catalogue of Life.